# Jihād

Bandiera jihadista con la shahada musulmana: "Testimonio che non c'è divinità se non Allah e testimonio che Maometto è il suo Messaggero"

Jihād (sostantivo maschile, ma usato in italiano perlopiù al femminile, pron. [dʒiˈhæːd], in arabo جهاد‎?, ǧihād che deriva dalla radice <"ǧ-h-d">, significa "sforzo [teso verso uno scopo]") è un termine nel linguaggio dell'Islam che connota un ampio spettro di significati dalla lotta interiore spirituale per raggiungere una perfetta fede fino alla guerra santa. Letteralmente significa "sforzo", individua lo slancio per raggiungere un dato obiettivo e può fare riferimento allo sforzo spirituale del singolo individuo per migliorare se stesso.  Nella dottrina islamica indica tanto lo sforzo di miglioramento del credente (il «jihad superiore»), soprattutto intellettuale, rivolto per esempio allo studio e alla comprensione dei testi sacri o del diritto, quanto la guerra condotta «per la causa di Dio», ossia per l'espansione dell'islam al di fuori dei confini del mondo musulmano (il «jihad inferiore»).
Nel mondo occidentale però il termine jihad è stato prevalentemente interpretato come la guerra santa contro gli infedeli, lo strumento armato per la diffusione dell'Islam.

## Storia

### Jihad inferiore
L'interpretazione militante del jihād dello sceicco al-ʿAzzām descrive il "jihād offensivo" come una campagna che può essere dichiarata solo da un'autorità musulmana legittima e legale, tradizionalmente il califfo. Secondo questa interpretazione, nessuna autorità è richiesta per intraprendere il "jihād difensivo", poiché, secondo questa opinione, quando i musulmani vengono attaccati, diventa automaticamente obbligatorio per tutti i maschi musulmani in età militare, entro un certo raggio dall'attacco, prendere le difese.

#### Maometto
Il primo vero Jihad fu dichiarato da Maometto. Il profeta, infatti, a seguito dell'Egira, si era ritrovato a capo della potente città di Yatrib e dovette affrontare una lunga e difficile guerra contro la sua città natia, Mecca. Lo scontro era percepito come inevitabile, un po' perché i meccani non potevano accettare una minaccia ai loro interessi economici legati ai pellegrinaggi alla Kaʿba, un po' perché il nuovo governo profondamente teocratico di Yatrib, ora chiamata Medina, rivendicava la stessa architettura religiosa come appartenente alla nuova religione e si proponeva di unificare la Penisola Arabica.
Il battesimo del sangue si ebbe a Badr, con una vittoria dei maomettiani, seguita dalla sconfitta di Uhud. Durante questa prima fase del conflitto meccano-medinese si delineò quello che fu il jihad, con il capo dell'Umma che prima ottenne un successo miracoloso, e poi altrettanto miracolosamente sfuggi alla morte. Successivamente Maometto definì lo "sforzo" anche dal punto di vista legale, sentenziando sul trattamento dei bottini, dei prigionieri, delle vedove e infinite altre questioni contenute sia nel Corano che negli aḥādīth.
Si ebbe poi la Battaglia del Fossato, seguita dal subito successivo trattato di Hudaybiyya, che rappresentò il totale e completo successo militare e diplomatico di Maometto, con il quale non solo respinse l'assedio meccano, ma col successivo accordo ottenne 10 anni di tregua e il diritto di fare il pellegrinaggio alla Kaʿba a partire sin dall'anno successivo. 
In quella decade, tra importanti alleanze e piccole scaramucce, si tratteggiarono gli ultimi dettagli del jihad, che ormai costituiva una parte essenziale della legge. Questo finché finita la tregua Maometto mosse su Mecca armato di decine di migliaia di uomini. La città cadde senza opporre resistenza, e la Kaʿba fu spogliata di tutti i suoi idoli. 
Il profeta morì solo due anni dopo, mentre si apprestava a invadere la Siria bizantina. Nella sua vita, oltre che come un legislatore e un politico, Maometto si profilò come un profeta combattente, capo carismatico ed esempio per tutta la comunità musulmana. Lasciò infatti ai suoi successori una penisola arabica unificata sotto un potente stato teocratico e centralizzato.

#### Età contemporanea
La questione di quale autorità musulmana, ammesso che ve ne sia, possa adempiere doveri come dichiarare il jihād è divenuta problematica da quando, il 3 marzo 1924, Kemal Atatürk abolì il califfato, che i sultani ottomani detenevano dal 1517. Non esiste oggi un'unica autorità politica costituita che governi la maggioranza del mondo musulmano. A causa della mancanza di organizzazione ecclesiastica all'interno della vasta maggioranza dei musulmani, qualsiasi aderente può autoproclamarsi ʿālim (esperto in materia di religione) e proclamare un jihād offensivo per mezzo di una fatwā. Il riconoscimento è a discrezione di colui che riceve il messaggio.
In assenza di un Califfo, i soli leader politici islamici di fatto sembrerebbero essere i governi dei moderni stati-nazione musulmani emersi dagli sconvolgimenti della prima parte del XX secolo. Comunque, a causa dell'alleanza e della sudditanza degli Stati-nazione secolari e pseudo-democratici o monarchici del Vicino e Medio Oriente alle superpotenze economiche e militari mondiali non islamiche, Stati Uniti, Europa e Russia, i militanti islamisti reputano che gli Stati-nazione moderni emersi a metà XX secolo siano non-islamici e non rappresentativi di società islamiche. Il secolarismo è ampiamente percepito dagli islamisti militanti come rappresentativo di interessi politici americani ed europei ostili all'Islam.
Di conseguenza, movimenti islamisti (come al-Qāʿida e Hamās) si sono assunti il compito di proclamare il jihād, scavalcando l'autorità tanto degli Stati-nazione quanto degli esperti religiosi tradizionali. Analogamente, alcuni musulmani (specialmente i takfiristi) hanno dichiarato il jihād contro specifici governi che percepiscono come corrotti, oppressivi e anti-islamici.
Altri movimenti islamisti come Tabligh eddawa e i Fratelli musulmani parlano di jihād intesa come lotta per la reislamizzazione dei credenti tiepidi, ma con approcci molto diversi. Se i Fratelli musulmani parlano di "‘reislamizzazione dall’alto’, impadronendosi in un modo o nell’altro del potere politico", i Tabligh eddawa sono dei "missionari itineranti", che attraverso un approccio porta a porta cercano di islamizzare i non musulmani o reislamizzare coloro che si sono allontanati dalla fede attiva; i due movimenti hanno in comune che la militanza politica non comporta necessariamente la lotta militare, anche se la radicalizzazione cui sono soggetti gli adepti può dare origine a fenomeni estremistici.

## Fondamento del concetto
Durante il periodo della rivelazione coranica, allorché Maometto si trovava a La Mecca, il jihād si riferiva essenzialmente alla lotta non violenta e personale, quindi a quello sforzo interiore necessario per la comprensione dei misteri divini. In seguito al trasferimento (Egira) da La Mecca a Medina nel 622 e alla fondazione di uno Stato islamico, il Corano (22:39) autorizzò il combattimento difensivo. Il Corano iniziò a incorporare la parola qitāl (combattimento o stato di guerra) per scopo difensivo:
(Corano 2:190)
(Corano 2:191-192)
(Corano 2:193)
(Corano 9:5)
(Corano 9:29)

## Interpretazione
Tra i seguaci dei movimenti liberali interni all'Islam, l'interpretazione di questi versi è quello di una specifica "guerra in corso" e non una serie di precetti vincolanti per il fedele.
Questi musulmani "liberali" tendono a promuovere una comprensione dello jihād che rigetti l'identificazione del jihād con la lotta armata, scegliendo invece di porre in risalto principi di non violenza. Tali musulmani citano la figura coranica di Abele a sostegno della credenza per cui chi muore in conseguenza del rifiuto di usare violenza può ottenere perdono dei peccati..
Nonostante le interpretazioni posteriori di queste porzioni del Corano, i passaggi in questione sottolineavano chiaramente, all'epoca, l'importanza dell'autodifesa nella comunità musulmana.
I musulmani spesso si rifanno a due significati di jihād citando un ḥadīth riportato dall'imām Bayhaqī e da al-Khatīb al-Baghdādī, benché il suo isnād (la catena di tradizioni che può ricondurre sino alle parole di Maometto) sia classificato come "debole":
- "grande jihād (interiore)" – lo sforzo per autoemendarsi, contrastando le pulsioni passionali dell'io;
- "piccolo jihād (esteriore)" – uno sforzo militare, cioè una guerra legale; da esercitarsi solo in caso di attacco personale.

Altri esempi di azioni che potrebbero essere considerati jihād (sulla base di hadīth con migliore isnād) includono:
- parlare francamente contro un governante oppressivo ("Sunan" di Abū Dāwūd, libro 37, numero 4330);
- andare in Ḥajj (pellegrinaggio a Mecca) – per le donne, questa è la migliore forma di jihād ("Sahīh" di Bukhārī, volume 2, libro 26, numero 595);
- prendersi cura dei genitori anziani, come il profeta Maometto ordinò di fare a un giovane, invece di unirsi a una campagna militare (narrato da Bukhari, Muslim, Abu Dawud al-Sijistani, al-Tirmidhī e al-Nasā'ī).

Il significato più letterale di jihād è semplicemente "sforzo" e così è talvolta definito come "jihād interiore". Il "jihād interiore" si riferisce essenzialmente a tutti gli sforzi che un musulmano potrebbe affrontare aderendo coerentemente alla religione.
Per esempio, uno studio erudito dell'Islam è uno sforzo intellettuale cui qualcuno può fare riferimento come "jihād", benché non sia comune per uno studioso dell'islam di fare riferimento ai suoi studi come "impegnarsi in un jihād". Inoltre, esiste una dimensione del grande "jihād" che include motivi personali ineludibili, desideri, emozioni, e la tendenza a garantire il primato a piaceri e gratificazioni terrene.
La tradizione di identificare lo sforzo interiore come grande jihād (cioè, non militare) pare essere stato profondamente influenzato dal sufismo, un movimento mistico interno all'Islam antico e diversificato.
Sia per i musulmani, sia per i non musulmani gli attacchi dei militanti sotto l'egida del jihād possono essere percepiti come atti di terrorismo. Due gruppi islamisti si chiamano "jihād islamico": l'Egyptian Islamic Jihad e il Palestinian Islamic Jihad. I fiancheggiatori di questi gruppi percepiscono una giustificazione religiosa forte per un'interpretazione militante del termine jihād quale risposta adeguata all'occupazione israeliana della Cisgiordania (o "West Bank", all'inglese) e della Striscia di Gaza.
I musulmani credono che un posto in Paradiso (Ǧanna) sia assicurato a colui che muore come parte in lotta contro l'oppressione in qualità di shahīd (martire, cioè testimone). Descrizioni del Paradiso, nell'Islam come nel Cristianesimo, sono intrinsecamente problematiche. Considerazioni nei ḥadīth e nel Corano circa le ricompense spettanti allo shahīd — i settantadue "puri spiriti" conosciuti come urì, i fiumi che scorrono, l'abbondanza di freschi frutti — possono, a seconda delle prospettive, essere considerati realtà letterali o metafore per un'esperienza trascendente l'umana espressione.
Anche qualora la morte di un martire in un'operazione militare sia sicura, gli islamisti militanti considerano l'atto un martirio anziché un suicidio. Qualora musulmani non combattenti periscano in tali operazioni militari, i militanti considerano queste persone shahīd, anch'essi con un posto assicurato in paradiso. Stando a questa concezione, solo il nemico kāfir, o i miscredenti, ricevono danno dalle operazioni di martirio. La maggioranza degli eruditi islamici rigetta questa interpretazione. Il suicidio è un peccato nell'Islam. La dottrina maggioritaria degli studiosi discorda dall'approccio militante islamista in materia, e ritiene che le operazioni di martirio siano equivalenti al peccato di suicidio, che uccidere civili sia un peccato e che la Sunna (il costume, la "Retta Via") non permetta né l'uno né l'altro. Per questi studiosi, e per la vasta maggioranza dei musulmani, né le missioni suicide né gli attacchi ai civili sono considerati legittime conseguenze dello jihād.
Praticamente tutti i musulmani, tuttavia, ritengono che la legittima difesa dell'Islam comporti ricompense nell'Altra Vita. La base dello shahīd può essere rintracciata nelle parole di Maometto prima della battaglia di Badr, quando disse:
(Maometto)
L'illiceità di operazioni di bombe-suicide è suggerita dal seguente ḥadīth:
(Bukharī (7:670))

Le organizzazioni militanti islamiste non costituiscono uno Stato autonomo o un'autorità di fatto; nondimeno esse considerano i bersagli economici come obiettivi militari, citando come prova le numerose incursioni carovaniere (vedi la Battaglia di Badr per una descrizione di tale incursione, e della guerra cui condusse). Resta il fatto, comunque, che la tradizione islamica più antica proibisce espressamente di attaccare donne, bambini, anziani ed edifici civili nel corso di una campagna militare. Il Corano, l'indiscutibile fonte di autorità nell'Islam, vieta l'uccisione di innocenti. Tuttavia, il divieto di uccidere non è assoluto, poiché viene posta una condizione: 
(Corano (5:32))
In base a questo verso del Corano, se un essere umano non ha ucciso un'altra persona o creato conflitto o disordine nel mondo è da considerarsi innocente. Ucciderlo sarebbe l'equivalente di un massacro dell'intera razza umana, un delitto inconcepibilmente barbaro e un peccato enorme. Per una parte dei musulmani questo verso è decisamente abbastanza chiaro da togliere ogni dubbio o ambiguità sul rango morale degli attacchi contro civili.

## Tipologie

### Jihāddifensivo
La maggioranza dei musulmani considera la lotta armata contro l'occupazione straniera o l'oppressione da parte di un governo interno degne di jihād difensivo. In effetti, sembra che il Corano richieda la difesa militare della comunità islamica assediata.
In epoca coloniale le popolazioni musulmane insorsero contro le autorità coloniali sotto la bandiera dello jihād (gli esempi includono il Daghestan, la Cecenia, la rivolta indiana contro la Gran Bretagna (moti indiani del 1857, altrimenti chiamati dai britannici mutiny, cui peraltro parteciparono in maggioranza gli Hindu) e la guerra d'indipendenza algerina contro la Francia). In questo senso, lo jihād difensivo non è diverso dal diritto di resistenza armata contro l'occupazione, che è riconosciuto dall'ONU e dal diritto internazionale.

La tradizione islamica ritiene che quando i musulmani vengono attaccati diventi obbligatorio per tutti i musulmani difendersi dall'attacco, partecipare allo jihād. Quando l'Unione Sovietica invase l'Afghanistan nel 1979, l'eminente militante islamico ʿAbd Allāh Yūsuf al-ʿAzzām (che influenzò in modo determinante Ayman al-Zawāhirī e Usāma bin Lāden) emise una fatwā chiamata, Difesa delle terre islamiche, il primo dovere secondo la Legge, dichiarando che tanto la lotta afghana quanto quella palestinese erano jihād nelle quali l'azione militare contro i kuffār (miscredenti) sarebbe stata farḍ ʿayn (obbligo personale) per tutti i musulmani. L'editto fu appoggiato dal Gran Muftī dell'Arabia Saudita, ʿAbd al-ʿAzīz Bin Bazz. Nella fatwā, ʿAzzām spiegò: 
(ʿAbd Allāh Yūsuf al-ʿAzzām, fatwā Difesa delle terre islamiche, il primo dovere secondo la Legge)
Benché tali editti di eruditi contemporanei possano influenzare alcune comunità di credenti, il miliardo e duecento milioni di musulmani odierni è così diversificato che l'azione unificata riguardo ad istruzioni come questa è, in pratica, impossibile da conseguire.

### Jihādoffensivo
Lo Jihād offensivo è l'intraprendere una guerra di aggressione e conquista contro i non-musulmani al fine di sottomettere questi e i loro territori al dominio islamico. Secondo numerose interpretazioni tra cui l'Encylopedia of the Orient, "il jihād offensivo, cioè l'aggressione, è pienamente ammesso dall'islam sunnita", ma al contrario del jihād difensivo non vi è alcun obbligo di partecipazione da parte dei singoli fedeli musulmani, ma solo della comunità islamica nel suo insieme. Un teologo islamico considerato il padre del moderno movimento islamista, ʿAbd Allāh Yūsuf al-ʿAzzām, dichiarava nella fatwā "Difesa dei territori islamici: il primo obbligo secondo la fede": 
Laddove gli infedeli non si uniscono per combattere i musulmani, combattere diventa farḍ kifāya [obbligo religioso per la società musulmana] col requisito minimo di arruolare fedeli a guardia delle frontiere, e di inviare un esercito almeno una volta all'anno a terrorizzare i nemici di Allah. È dovere dell'imam radunare e inviare un'unità dell'esercito nella Casa della guerra (Dār al-ḥarb [le terre non musulmane]) una o due volte all'anno. Inoltre, assisterlo è responsabilità della popolazione musulmana e se egli non invia un esercito commette peccato. – E gli ʿulamāʾ hanno ricordato che questo tipo di jihād serve a mantenere il pagamento della jizya [la tassa pro capite per i non musulmani]. Gli studiosi dei principi religiosi hanno detto inoltre: "Il jihād è daʿwah [chiamata all'Islam] con l'uso della forza, ed è obbligatorio prestarlo con ogni potenzialità disponibile, finché rimarranno soltanto musulmani o gente che si sottomette all'Islam.»
(ʿAbd Allāh Yūsuf al-ʿAzzām, fatwa Difesa dei territori islamici: il primo obbligo secondo la fede)

I musulmani che non aderiscono a questa interpretazione militante dello jihād mettono in dubbio la necessità e l'obbligazione dello jihād offensivo in epoca contemporanea. Essi argomentano che la tradizionale "Casa della guerra" riportata nella fatwa dello sceicco al-ʿAzzām: 
A sostegno di questo punto di vista, coloro che rigettano l'Islamismo militante tendono a opporsi all'affermazione secondo cui l'Islam nel suo complesso è oggetto di attacco ostile. Pur riconoscendo tanto le turbolenze politiche che le sofferenze, essi fanno notare che i pellegrini musulmani vanno e vengono a loro piacimento al pellegrinaggio annuale del Ḥajj, che la libertà religiosa dei musulmani di praticare la loro fede esiste in moltissimi paesi e che numerose comunità islamiche sono emerse in paesi come gli Stati Uniti e la Gran Bretagna. Essi propendono a porre in risalto, inoltre, tradizioni islamiche a sostegno della tolleranza per altri gruppi religiosi e sociali.
Invece l'interpretazione militante del jihād è propensa a suggerire una visione del mondo in cui forze ostili anti-islamiche impediscono oggigiorno all'Islam di realizzare il suo pieno potenziale per un'espansione globale pacifica — una visione del mondo in cui l'Islam sarà alla fine adottato dall'intera umanità se queste forze ostili verranno affrontate socialmente e militarmente.
Questo stesso conflitto tra due punti di vista può essere visto come "lotta", o jihād, per l'anima dell'Islam contemporaneo.

## Aspetti correlati

### Brani dal Corano
Il Corano usa il termine "jihād" solo quattro volte, nessuna delle quali fa riferimento alla lotta armata. Come tale, l'uso della parola jihād in riferimento alla guerra canonica islamica, fu un'invenzione posteriore dei musulmani. Tuttavia, il concetto di guerra legale islamica non fu a sua volta un'invenzione posteriore, e il Corano contiene passaggi che si riferiscono a specifici eventi storici e che possono chiarire la teoria e la pratica dalla lotta armata (qitāl) per i musulmani.
In questo senso è decisivo il passo 193 della Sūra II, nel quale compare la parola "fitna" (arabo "prova"), che in arabo ha un significato molto ampio, che include sia la ribellione che il vizio, nei confronti di Allah e delle sue creature.
Il termine viene solitamente tradotto con "persecuzione" poiché è preceduto da una chiara espressione "scacciateli da dove vi hanno scacciati":
(Corano 2:191: “Uccideteli dovunque li incontriate e scacciateli da dove vi hanno scacciati: la persecuzione è peggiore dell'omicidio. Ma non attaccateli vicino alla Santa Moschea, fino a che essi non vi abbiano aggredito. Se vi assalgono, uccideteli. Questa è la ricompensa dei miscredenti.”)
(Corano 2:193)
Dal testo coranico, troviamo la legge del contrappasso, l'invito a rispettare le tregue durante i mesi sacri, a desistere senza rappresaglia in caso di resa e al fatto che tutti gli imperativi sono preceduti o seguiti da un riferimento alla persecuzione. Ecco di seguito alcuni esempi:
(Corano 2:194)
(Corano (8:60-61))
(Corano)
(Corano)
(Corano (4:76))
(Corano)
(Corano)
(Corano)
(Corano)
(Corano)
(Corano)
(Corano)
(Corano)
(Corano)
(Corano)
(Corano)
(Corano)
(Corano)
(Corano)
(Corano)
(Corano)
(Corano)
(Corano)
(Corano (8:12-13))

### Trattamento dei prigionieri di guerra
(ʿIyād Sāmarrāʾī)
Come era pratica comune nel Medioevo, l'Islam in effetti considera i prigionieri di guerra un bottino. Quando Maometto e i suoi eserciti risultavano vittoriosi in battaglia, i prigionieri di guerra maschi o venivano restituiti alle tribù dietro riscatto, o scambiati con prigionieri di guerra musulmani, oppure venduti come schiavi, com'era costume dell'epoca. Anche le donne e i bambini catturati e fatti prigionieri correvano il rischio di cadere in schiavitù, benché la conversione all'Islam fosse una strada per ottenere la libertà.
Il trattamento di prigionieri di guerra ai tempi di Maometto in persona sembra fosse decisamente più umano di quello riservato dalle generazioni successive della dirigenza islamica. Dopo la battaglia di Badr, ai restanti furono date le seguenti opzioni: o di convertirsi all'Islam e guadagnare così la libertà, o di pagare il riscatto e guadagnare la libertà, o di insegnare a leggere e a scrivere a 10 musulmani e guadagnare così la libertà. Anche l'orientalista William Muir, non propriamente amichevole verso l'Islam, ha scritto quanto segue:
(William Muir)

## Jihad bellico nello Sciismo
Le concezioni di Jihad inferiore all'interno del Sunnismo e dello Sciismo variano considerevolmente. Se infatti il jihad è comune a tutti i musulmani, questa assume per gli sciiti un significato particolarmente importante, dovuto anche al ruolo che questa ha ricoperto all'interno della storia della "fazione" stessa. La Guerra santa propriamente detta costituirebbe persino un sesto pilastro nella concezione Duodecimana, sebbene inizialmente potesse essere proclamata solo dall'Imam occulto.

### Alì e Husayn
La storia del jihad sciita inizia con ʿAlī, il primo Imam. Questo, durante la prima guerra civile islamica, il principio della divisione settaria dell'Islam, proclamò il jihad contro i seguaci del wali della Siria, Muʿāwiya. Egli si sarebbe infatti macchiato di "ipocrisia", di essersi convertito solo per interesse personale, e di aver iniziato ingiustamente la guerra contro il califfato di 'AIì. 
Venne poi la Battaglia di Siffin. Nonostante lo schiacciante vantaggio delle truppe califfali, Alì decise di concedere una tregua ai nemici. Evento che permise alle truppe di Muʿāwiya di riorganizzarsi, il che costò numerose sconfitte alla parte di Alì, finché questo non morì assassinato (ma da un kharigita). Dopo la morte del califfo si affermò nel mondo islamico la dinastia degli Omayyadi di Mu'awiya, e con loro il movimento ora detto Sunnita. Mentre gli Alidi si costituiranno successivamente come Sciiti.
Il successore di Alì, suo figlio Husayn fu invece considerato il Martire per eccellenza in quanto morì trucidato insieme alla sua famiglia e al suo seguito durante la Battaglia di Karbala, mentre si apprestava a prendere in mano il movimento sciita. L'evento è tutt'oggi ricordato ogni anno durante l'Ashura.
Contando anche le successive persecuzioni è scontato ricordare quale sentimento di vendetta potesse celarsi in tutti gli sciiti, i quali tutt'oggi invocano vendetta verso gli usurpatori umayyadi, identificati ormai nei loro nemici sunniti.

### Nel settarismo sciita
Dopo la morte del quarto Imam, Zayn al-'Abidin, la comunità si divise tra una maggioranza che seguì Muhammad al-Baqir e una minoranza che considerò il fratello Zayd ibn Ali il legittimo Imam. Dal secondo nacque lo Zaydismo, variante principale dello sciismo. Questa, sebbene più moderata sotto alcuni punti di vista, faceva del jihad una prassi. Ogni fedele doveva combattere armi alla mano l'usurpatore umayyade e solo chi si fosse distinto in tale ruolo avrebbe potuto guidare la comunità. Tale prassi era propria anche dello stesso Zayd, il quale morì durante una rivolta organizzata da lui stesso.
Dopo la morte di Ja'far al-Sadiq, figlio e successore di al-Bāqir, la comunità si divise in ulteriori due fazioni. La maggioranza seguì Musa al-Kazim, padre dello sciismo Duodecimano, la minoranza seguì invece il fratello Isma'il ibn Ja'far, fondatore dell'Ismailismo. 
In particolare per i secondi, il jihad assume un ruolo proporzionato alla propensione che questi avevano per la guerra. Fazione eterodossa per eccellenza, gli ismailit furono un movimento profondamente Militante. I Carmati fondarono una sorta di repubblica piratesca in Bahrein, da dove riuscirono persino a depredare la pietra nera della Kaʿba. In Africa settentrionale, invece, scacciarono i Kharigiti fondando anche la potente dinastia Fatimide, con epicentro in Egitto.

### Tra i duodecimani
La branca Duodecimana, maggioritaria nello Sciismo odierno, ha invece una concezione tutta particolare del jihad. Questa assumerebbe infatti il ruolo di sesto pilastro dell'islam. 
Ogni sciita crede che l'ultimo Imam effettivamente tale non sia morto, ma che sia "entrato"  in Ghayba, in occultamento, e che ritornerà alla fine dei tempi per fondare un regno di pace, o, in alternativa, per prendere parte ai disordini che caratterizzeranno il Giorno del giudizio. Per i duodecimani questo è, come si intuisce dal nome, il dodicesimo: Muhammad al-Mahdi, il "messia". Costui, armi alla mano, riporterà il messaggio Coranico originario, per poi fondare uno Stato mondiale prospero e pacifico, dove l'Umma possa vivere in ossequio alla Shari'a. Il Mahdi eliminerà l'ipocrisia e vendicherà le morti di ʿAlī e Husayn, punirà gli iniqui e porterà giustizia.
Il fatto particolare è che le schiere dell'Imam si costituiranno anche di ebrei, cristiani e zoroastriani, i quali poi verranno convinti ad abbracciare l'Islam. Verrà inoltre la fine di ogni settarismo e l'unità dell'Umma.
Una dottrina Escatologica che si basa sul jihad, quindi. Jihad, c'è da dire, che però almeno inizialmente poteva essere proclamato solo e unicamente dall'Imam occulto, ma che però è stato usato più volte nel corso della storia recente, come durante le Guerre russo-persiane.
Tutt'oggi l'Iran fa del jihad e della vendetta della morte di Alì e Husayn un tema centrale della sua Propaganda, puntando altresì per la sua politica estera su numerose sigle Jihādiste, come Hezbollah e gli Huthi.